# Hexatoma (Eriocera) celestia maligna
Hexatoma (Eriocera) celestia maligna is een ondersoort van de tweevleugelige Hexatoma (Eriocera) celestia uit de familie steltmuggen (Limoniidae). De ondersoort komt voor in het Oriëntaals gebied.